# Philippe Moreels
Philippe Marc Moreels (* 25. února 1959, Belgie) byl v letech 2011 až 2014 prezidentem Českých aerolinií.

## Život a kariéra
Philippe Moreels je absolventem Vrije Universiteit v Bruselu a Solvay Business School. Po skončení studií působil na pozici analytika, později vnitřního auditora v Unilever Group v Bruselu (1982-1986). Dále sedm let pracoval na různých pozicích, včetně zástupce provozního ředitele skupiny Standard Chartered Bank / Westdeutsche Landesbank. Od roku 1993 pak působil ve slovenské Tatra bance jako ředitel operations, od roku 1998 také jako člen představenstva. Od 1. března 2002 zastával pozici člena představenstva a vrchního ředitele ČSOB.

## České aerolinie
Od listopadu 2009 pracoval v Českých aeroliniích, nejprve zastával pozici viceprezidenta pro marketing, prodej a ekonomiku. Zároveň byl od 1. prosince 2009 do 31. března 2011 místopředsedou představenstva Českých aerolinií. Post předsedy představenstva Českých aerolinií zastával od 1. dubna 2011, zároveň působil jako viceprezident pro ekonomiku. Dne 14. února 2011 se stal místopředsedou představenstva akciové společnosti Český aeroholding. Dne 27. 6. 2014 byl na návrh ministra financí Andreje Babiše odvolán z funkce.